# Maglia rosa

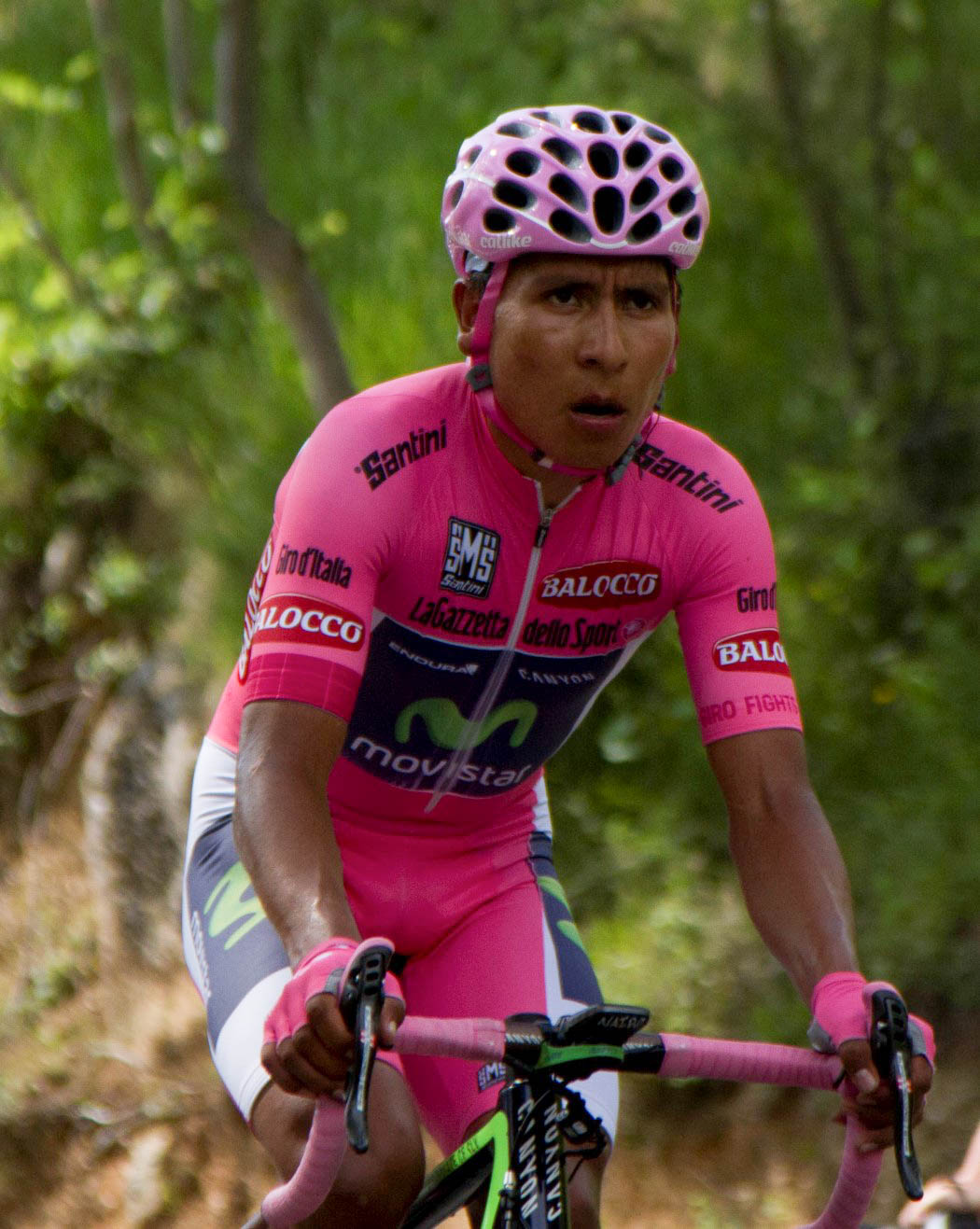
Den colombianska cyklisten Nairo Quintana i den rosa ledartröjan 2014.

Maglia rosa, den rosa ledartröjan, är den tröja som bärs av ledaren i cykelloppet Giro d’Italia.
Den infördes 1931 av sportjournalisten Armando Cougnet från den italienska sporttidningen Gazzetta dello Sport. Färgen hämtades från tidningen som alltid trycks på rosa papper. Cougnets tanke var att hitta ett sätt att ledaren av loppet stå ut och lätt kunna åtskiljas från de övriga cyklisterna. Gazzetta dello Sport var också grundare till själva tävlingen Giro d’Italia som gick av stapeln för första gången 1909.
Den förste att bära den rosa ledartröjan var Learco Guerra. Tre svenskar har burit den, Gösta "Fåglum" Pettersson 1971, Tommy Prim 1983 och Thomas Löfkvist 2009.
Förutom den rosa ledartröjan, som är den viktigaste eftersom det är den sammanlagda ledaren som bär den, finns det ytterligare tre ledartröjor i Giro d’Italia, en lila som bärs av poängledaren, en vit som bärs av den bästa unga cyklisten (25 år eller yngre vid loppets början) och en blå som bärs av den bäste bergscyklisten i tävlingen.